# Blas Irala
Blas Bernardo Irala Rojas (Piribebuy, Paraguay, 30 de noviembre de 1983) es un jugador paraguayo que juega de volante y su actual equipo es el Ovetense Fútbol Club de la Segunda División de Paraguay.

## Clubes
| Club                                 | País      | Año           |
| ------------------------------------ | --------- | ------------- |
| Club Guaraní de Paso Jhu (Piribebuy) | Paraguay  | 2000-2002     |
| Sport Colombia                       | Paraguay  | 2003          |
| 12 de Octubre                        | Paraguay  | 2004          |
| Olimpia                              | Paraguay  | 2005-2007     |
| Silvio Pettirossi                    | Paraguay  | 2008          |
| Sol de América                       | Paraguay  | 2008          |
| 2 de Mayo                            | Paraguay  | 2009          |
| Nacional                             | Paraguay  | 2010-2012     |
| Capiatá                              | Paraguay  | 2013          |
| Crucero del Norte                    | Argentina | 2014          |
| Capiatá                              | Paraguay  | 2014          |
| Altamira                             | México    | 2015          |
| San Lorenzo                          | Paraguay  | 2015          |
| Deportivo Capiatá                    | Paraguay  | 2016-2017     |
| Trinidense                           | Paraguay  | 2017-2018     |
| Ovetense Fútbol Club                 | Paraguay  | 2019-presente |

## Palmarés
| Título          | Club     | País     | Año  |
| --------------- | -------- | -------- | ---- |
| Torneo Apertura | Nacional | Paraguay | 2011 |